# 趙欣伯
趙 欣伯（ちょう きんはく）は中華民国、満洲国の政治家・法学博士（刑法）。北京政府、奉天派の政治家で、後に満洲国、汪兆銘政権に参加した。

## 事績

### 奉天派などでの活動
清末、禁衛軍で衛兵となる。その後、省立天津北洋大学で学んだ。辛亥革命後は北京文明新劇団で旦角（女形）を演じている。また、この頃に国民党に加入した。1913年（民国2年）に二次革命（第二革命）に参加したが、敗北したために大連に逃れる。劉笑痴と改名して、日本人への中国語教師をつとめた。
1915年（民国4年）、日本に留学する。1920年（民国9年・大正9年）、明治大学法科を卒業し、併せて法学士の称号を取得している。その後、陸軍大学校で中国語講師となった。1925年（民国14年・大正14年）7月、 明治大学に博士論文『刑法過失論』を提出し、審査を経た10月14日、法学博士号を授与された。1926年（民国15年）に帰国し、東三省巡閲使署法律顧問に就任する。これは、公使館付陸軍武官だった本庄繁が張作霖に推薦したものとされる。翌年7月、北京政府外交部条約修改委員会委員に任ぜられた。1928年（民国17年）6月、張作霖爆殺事件が発生すると、奉天省に戻る。法学研究会を組織して会長となり、雑誌『法学研究』を刊行した。

### 満州国参加とその後の活動
1931年（民国20年）、満洲事変が発生すると、趙欣伯は奉天地方維持委員会の組織に参画した。9月28日、袁金鎧・闞朝璽らと協議し、奉天地方維持委員会で遼寧省政府の機能を代行することにつき決定した。10月18日、趙は土肥原賢二の後任として奉天市長に任ぜられたが、まもなく最高法院東北分院院長に異動した。翌1932年（民国21年／大同元年）2月の建国最高会議においては、趙欣伯は臧式毅・張景恵らを支持して立憲共和制の採用を主張し、張燕卿ら帝制採用派と激しく対立している。
同年3月9日に満洲国が正式に成立すると、翌10日に趙欣伯は初代立法院長に任ぜられた。1933年（大同2年）3月には憲法制度調査委員も兼任、同年5月に憲法制度調査のため来日している。しかし日本での滞在は長期に及ぶことになり、翌1934年（康徳元年）7月になると、満洲国監察院が趙の「綱紀問題」の調査活動を開始し、辞任が取りざたされるまでに至る。結局、下半身麻痺の神経痛や腎臓炎を患っていたことも加わる形で、同年10月30日に立法院長と憲法制度調査委員を「罷免」された。この人事に伴い、立法院は機能を停止して準備機関に格下げされ、秘書庁のみの組織に改組されている（その結果、秘書長の劉恩格が立法機関トップとなった）。
1937年（康徳4年）9月27日、趙欣伯は宮内府顧問官に任命されたが、これもまもなく辞任、家族とともに来日して東京に居住している。1939年（民国28年）、帰国して北平に入り、汪兆銘政権成立後に華北政務委員会で法律顧問となった。戦後、漢奸として国民政府に逮捕されたが、1948年（民国37年）からは病状悪化のため入院、治療を受けることになる。1951年7月20日、病没。享年62。

## 注
1. ↑  「瀋陽“九・一八”歴史博物館」による。徐主編（2007）、2277頁によると、1887年（光緒13年）生まれ。
2. 1 2 3 4  徐主編（2007）、2277頁。
3. ↑  明治大学編(1937)、卒業生年度別66頁。
4. ↑  松浦編(1926)、14･15･163･186頁。
5. ↑  論文主査は板倉松太郎、岡田朝太郎、岡田庄作の3名。この博士論文は、翌1926年（大正15年）に清水書店から書籍として刊行された。
6. ↑  徐主編(2007)、2277頁によれば「1924年」、「東京帝国大学学士院（正しくは「大学院」）」で法学博士号を授与された、とするが、誤りである。
7. 1 2  「瀋陽“九・一八”歴史博物館」。
8. ↑  「地方維持委員会で遼寧省政権を代行」『東京朝日新聞』昭和6年（1931年）9月28日。
9. ↑  「奉天市政公署 支那側に引渡す 後任市長は趙欣伯氏」『東京朝日新聞』昭和6年（1931年）10月19日。
10. ↑  山室（2004）、151頁
11. ↑  「満州政府の閣員 昨日正式に発表」『東京朝日新聞』昭和7年（1932年）3月11日。
12. ↑  郭主編（1990）、1752頁。
13. ↑  「趙博士来朝 憲法制度の調査に」『東京朝日新聞』昭和8年（1933年）5月11日。
14. ↑  「趙欣伯氏辞職か 綱紀問題で引責」『東京朝日新聞』昭和9年（1934年）7月18日。
15. ↑  「趙欣伯氏 罷免 当分日本滞留」『東京朝日新聞』昭和9年（1934年）10月31日。なお劉ほか編（1995）、1147頁は「10月31日免職」、郭主編（1990）、1769頁は「10月11日辞職」としている。
16. ↑  郭主編（1990）、1769頁及び劉ほか編（1995）、1148頁。
17. ↑  郭主編（1990）、1766頁及び徐主編（2007）、2277頁。